# Liga de Tesino
La Liga de Ticino (en italiano: Lega dei Ticinesi) es un partido político nacional-conservador y regionalista suizo activo en el cantón de Ticino.
En 1991, después de algunas campañas públicas en el periódico dominical Mattino della Domenica contra el poder político y el uso del dinero público, el editor Giuliano Bignasca y el director Flavio Maspoli fundaron la Liga de Ticino para continuar la lucha a nivel político. Bignasca (1945–2013) fue el "presidente vitalicio" de la Liga.
La Liga es uno de los cuatro partidos principales en el cantón, junto con el Partido Liberal Radical Suizo, el Partido Demócrata Cristiano y el Partido Socialdemócrata Suizo. Desde 1991, el partido ha estado representado en el Consejo Nacional, el ejecutivo cantonal de Ticino y el Gran Consejo de Ticino.
En las elecciones federales de 2023, el partido ganó el 0,55% del voto popular nacional y obtuvo 1 de 200 escaños en el Consejo Nacional de Suiza.
En la Asamblea Federal, la Liga se sienta con el Partido Popular Suizo, y los comentaristas lo ven como el equivalente suizoitaliano del SVP. Una posición política más notable de la Liga es su apoyo a la prohibición del Burka, que logró en 2015. También es fuertemente euroescéptico, apoya la soberanía suiza y aboga por reducir la inmigración.
La Liga apoya la membresía continua de Ticino en Suiza. Sin embargo, apoya el proyecto de Insubria, y tiene algunos vínculos con el partido de derecha regionalista y federalista del norte de Italia, Lega Nord.

## Resultados electorales

### Gran Consejo de Tesino
| Elección | % voto | Escaños | +/-         |
| -------- | ------ | ------- | ----------- |
| 1991     | 12,2   | 16/90   |             |
| 1995     | 19,8   | 16/90   | Sin cambios |
| 1999     | 21,1   | 16/90   | Sin cambios |
| 2003     | 22,84  | 11/90   | 5           |
| 2007     | 19,68  | 15/90   | 4           |
| 2011     | 29,7   | 21/90   | 6           |
| 2015     | 24,24  | 22/90   | 1           |
| 2019     | 28,3   | 18/90   | 4           |
| 2023     | 14,9   | 14/90   | 4           |